# Holoterpna pruinosata
Holoterpna pruinosata är en fjärilsart som beskrevs av Otto Staudinger 1898. Holoterpna pruinosata ingår i släktet Holoterpna och familjen mätare. Inga underarter finns listade i Catalogue of Life.